# فرانک سیلوین
فرانک سیلوین (انگلیسی: Franck Sylvain; زاده ۳ اوت ۱۹۰۹ – درگذشته ۳ ژانویهٔ ۱۹۸۷) سیاستمدار، و وکیل اهل هائیتی بود. وی از ۷ فوریه ۱۹۵۷ تا ۲ آوریل ۱۹۵۷ رئیس‌جمهور موقت هائیتی بود.
فرانک سیلوین در ۳ ژانویه ۱۹۸۷، در سن ۷۷ سالگی در پورتو پرنس درگذشت.